# N'Gabacoro
N'Gabacoro è un comune rurale del Mali facente parte del circondario di Kati, nella regione di Koulikoro.